# Římskokatolická farnost Vitěšovice
Římskokatolická farnost Vitěšovice je zaniklým územním společenstvím římských katolíků v rámci českokrumlovského vikariátu Českobudějovické diecéze.

## O farnosti

### Historie
Roku 1787 byla ve Vitěšovicích zřízena lokálie. Tehdy byla zřízena provizorní dřevěná kaple, na jejímž místě byl později postaven kostel sv. Jana Nepomuckého. Ten v roce 1845 spolu s celou vesnicí vyhořel a znovu postaven byl v roce 1852 v novorenesančním stylu. V roce 1945 ves i s kostelem opět vyhořela. Od roku 1950 byla pak vesnice zahrnuta do vojenského újezdu Boletice. Požárem zdevastovaný kostel byl v roce 1957 odstřelen, a jeho odstřel je zachycen v závěru filmu Poslušně hlásím. Farnost dne 31. 12. 2019 zanikla. Jejím právním nástupcem je Římskokatolická farnost Kájov.

### Současnost
Bývalá farnost Vitěšovice je spravována ex currendo z Českého Krumlova.
| Kostel                      | Místo      | Bohoslužba    | Bohoslužba    | Poznámka             |
| --------------------------- | ---------- | ------------- | ------------- | -------------------- |
| Kaple                       | Maňávka    | nelze sloužit | nelze sloužit | zbořená kaple        |
| Kostel sv. Jana Nepomuckého | Vitěšovice | nelze sloužit | nelze sloužit | zbořený farní kostel |